# 大分南バイパス (国道197号)
大分南バイパス（おおいたみなみバイパス）は、大分県大分市宮河内から同市片島に至る、全長5.4kmの国道197号のバイパスである。
起点では国道197号大分東バイパスと連続しており、終点の片島では同名の国道10号の大分南バイパスに接続する。2002年に開催された2002 FIFAワールドカップの会場となった大分スポーツ公園総合競技場へのアクセス道路として整備された。

## 概要
- 起点：大分県大分市宮河内
- 終点：大分県大分市片島
- 全長：5.4km
- 車線数：暫定2車線（完成4車線）

## 沿革
- 2002年（平成14年）4月6日：全線供用開始。

## 主な接続道路
- 国道197号大分東バイパス
- 国道10号大分南バイパス

### 間接接続
- 東九州自動車道（大分米良IC）
- 大分県道56号中判田下郡線